# Roden (Unterfranken)
Roden er en kommune i Landkreis Main-Spessart i regierungsbezirk Unterfranken i den tyske delstat Bayern. Den er en del af Verwaltungsgemeinschaft Marktheidenfeld.

## Geografi
Kommunen består af landsbyerne Roden og Ansbach. Den ligger mellem Aschaffenburg (52 km) og Würzburg (32 km) i udkanten af Spessart. Til Karlstadt (Kreisstadt) er der 15 km og det samme til Lohr am Main.
Det er en skovrig kommune med ca. 1000 ha. skov, ved overgangen mellem mittelgebirgeområdet Spessart og landskabet Fränkische Platte.

## Historie
Roden blev nævnt første gang i 1348, og var i århundreder en del af højstiftet Würzburg. Det kom ved Reichsdeputationshauptschluss i 1803 under greverne Löwenstein-Wertheim-Rosenburg. I 1806 blev Roden en del af amtet Steinfeld, der hørte under Baden. I 1819 blev Roden en del af Bayern.